# Smârdar

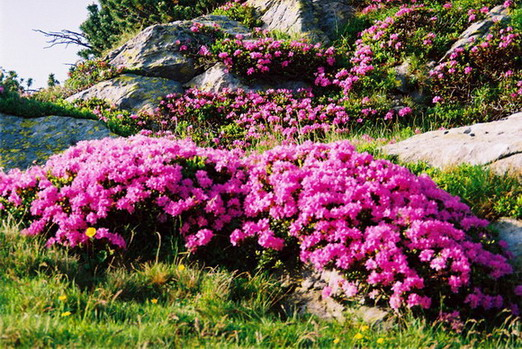
Rhododendron kotschyi în Carpații României

Arbuști pitici de smârdar în floare pe culmile munților Iezer-Păpușa în Carpații Meridionali

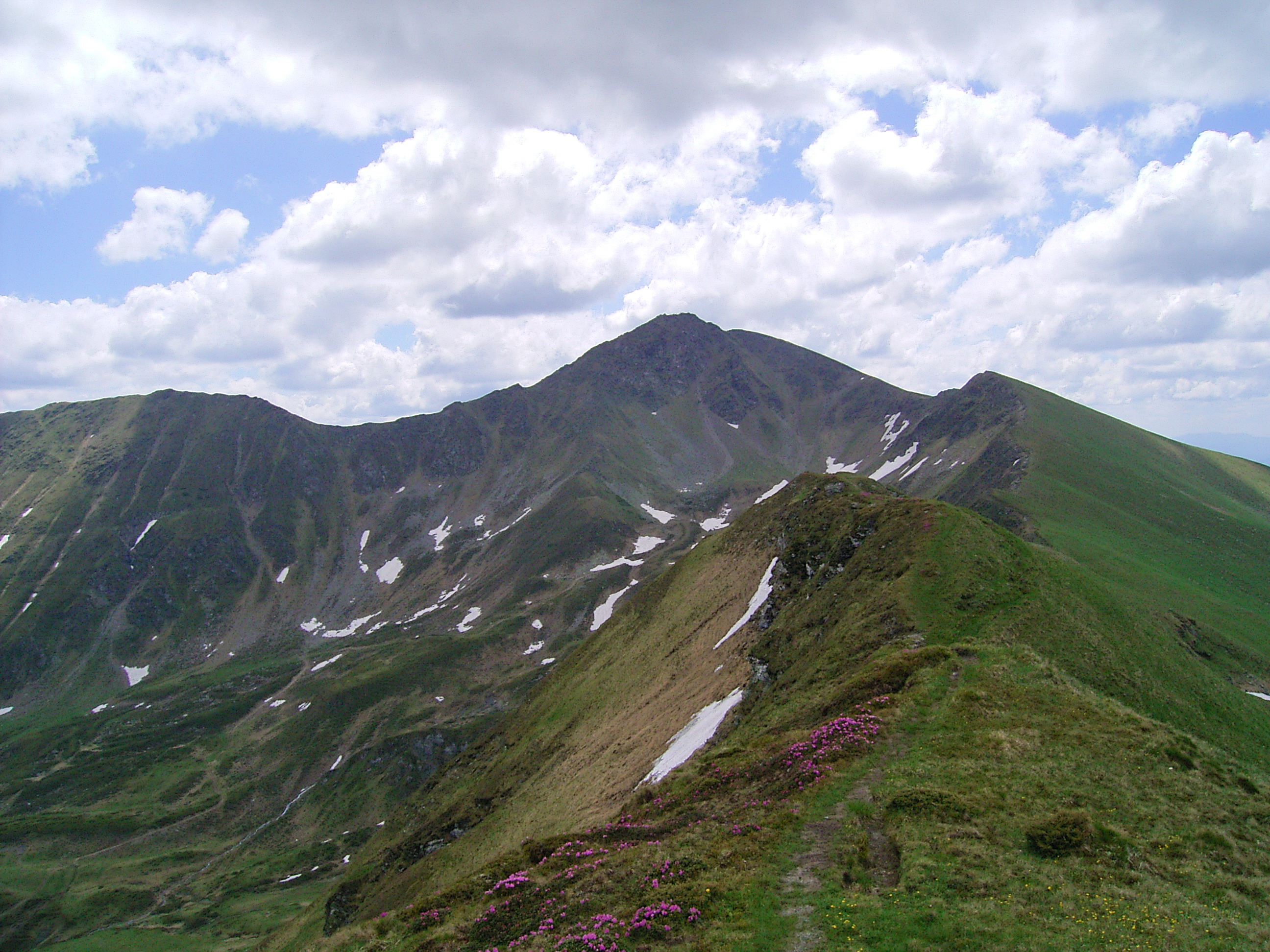
Rhododendron în Munții Rodnei, sub vârful Ineu

Smârdarul sau Bujorul de munte (Rhododendron kotschyi Simonkai syn. Rh. myrtifolium) este o plantă originară din Balcani. În România se găsește în Carpați. Face parte din genul botanic Rhododendron, gen extrem de variat ce cuprinde diferite specii care cresc doar la altitudine înaltă și se extind din Himalaia, Caucaz, Carpați până în Munții Alpi și Pirinei.

## Descriere
Smârdarul, așa cum este denumit popular bujorul de munte, crește spontan în tufe pitice în zona alpină. Fiind o plantă care crește în condiții climaterice și de relief foarte specifice, el nu tolerează transplantări, lucru care face imposibilă introducerea acestuia în grădini. Frumusețea florilor sale - care emană un miros și o aromă asemănatoare vișinelor - și care apar de obicei pe la sfârșitul lunii iunie și la începutul lunii iulie, și raritatea sa, fac ca smârdarul să fie ocrotit de lege. Smârdarul este peren și își păstrează frunzele verzi tot timpul anului.
Smârdarul face parte din familia Ericaceae și în ciuda numelui alternativ de "bujor de munte", nu trebuie confundat cu bujorul propriu-zis (Paeonia officinalis) care face parte dintr-o altă familie botanică, respectiv Paeoniaceae. Un alt nume popular este cel de "cocozar".

## Proprietăți terapeutice
Florile smârdarului au proprietăți tămăduitoare pentru numeroase afecțiuni, facând din acesta un adevărat panaceu. Ele sunt mucilaginoase și conțin aminoacizi esențiali. Alți componenți activi sunt cristalele microsublimate și polifenolii. Din florile sale, aidoma petalelor trandafirului se preparau in trecut siropuri, dulceață și ceaiuri medicinale. Smârdarul a fost pus in evidență și clasificat pentru prima oara de botanistul austriac Theodor Kotschy (1813-1866), și de asemenea de maghiarul Lajos von Simonkai (1851-1910).